# 凯莉·拉塞尔
凯莉·拉塞尔（英語：Kelly Russell，1986年12月7日—），加拿大女子橄榄球运动员。她曾代表加拿大七人制国家队参加2016年夏季奥林匹克运动会七人制橄榄球比赛，获得一枚铜牌。